# Arturo Peniche
Arturo Peniche született: Arturo Delgadillo (Mexikóváros, 1962. május 17. –) mexikói színész. Az 1990-es évek legnépszerűbb mexikói színésze.

## Élete
Évekig küzdött, mire színészként elérte a sztárvilágot. A híres Televisa iskolájában diplomázott színészként. Olyan színészek között találta magát, mint Guillermo Capetillo, Andrés García, Jaime Garza és Salvador Pineda. Először reklámfilmekben szerepelt.
Az áttörést 1990-ben az Emperatriza című telenovella hozta meg. Majd jött a María María, ekkor már nagy népszerűségnek örvendett. 1991-ben visszatért Mexikóba és a számára első hazai sorozatban, a Valeria y Maximilianóban játszott. Hírneve 1992-ben fokozódott, amikor a María Mercedesben Jorge Luis szerepét játszotta, Thalía partnereként, akinek ez a szappanopera indította el karrierjét.
Nős, felesége Gaby Ortiz Fascinetto, akitől két gyermeke született.

## Filmográfia

### Telenovellák
- Vivir un poco (1985) ("Adrian")
- Monte Calvario (1986) ("Gustavo")
- La dama de rosa (1987)
- Emperatriza (1990)  ("David")
- Maria Maria (1990)
- Valeria y Maximiliano (1991)  ("Patricio")
- María Mercedes (1992) ("Jorge Luis")
- Morelia (1995) ("Jose Enrique")
- Maria Jose (1995) ("Carlos Alberto")
- El alma no tiene color (1997) ("Lisandro")
- Contra viento y marea (2005) ("Nazario")
- Paula és Paulina (La Usurpadora) (1998) ("Edmundo")
- Soñadoras – Szerelmes álmodozók (1998) ("José Luis")
- Mujeres engañadas (1999) ("Alejandro"))
- Sebzett szívek (Siempre te Amare) (2000)
- Carita de Ángel (2000)
- La Revancha (Vulve Junto A Mi) (2000)
- A betolakodó (La Intrusa) (2001)
- Entre el amor y el odio (2002)
- Engańada (2003)
- Corazones al límite (Reto de Juventud) (2004)
- Alborada (2005/2006)
- Zorro (Zorro: La Espada y La Rosa) (2007)
- Victoria (2007/2008)
- A szerelem nevében (En Nombre del Amor) (2008/2009)
- Niña de mi corazón (2010)
- Időtlen szerelem (Cuando me enamoro) (2010/2011)
- Que bonito amor (2012/2013)
- A vihar (La tempestad) (2013)
- Qué pobres tan ricos (2013/2014)
- La Malquerida (2014)
- Ne hagyj el! (A que no me dejas) (2015)
- Mujeres de negro (2016)